# William Harrington

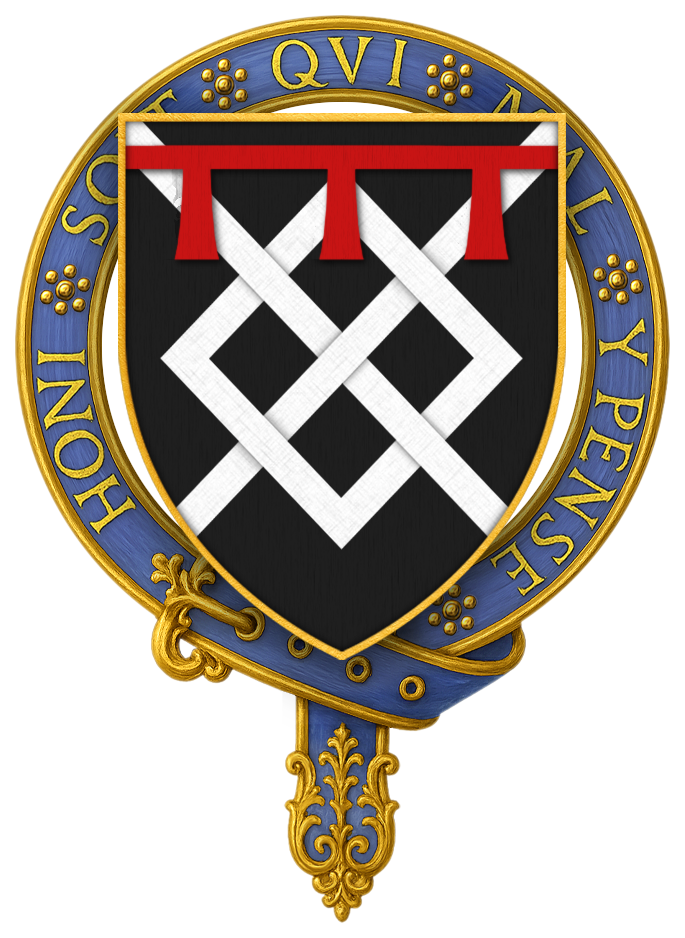
Wappen von Sir William Harrington

Sir William Harrington KG (auch William Haryngton, † 1440) war ein englischer Ritter.
Er war ein Sohn des Sir Nicholas Harrington († um 1404) aus dessen erster Ehe mit Joan Venable.
Er heiratete Margaret de Neville, Erbtochter des Sir Robert Neville of Hornby († 1413), aus deren Recht er 1433 das Gut Hornby in Lancashire erbte.
Er gehörte zum Gefolge des Prince of Wales und späteren Königs Heinrich V. und kämpfte unter diesem im Hundertjährigen Krieg. In der Schlacht von Agincourt diente er als königlicher Bannerträger. Heinrich V. nahm ihn spätestens 1417 als Knight Companion in den Hosenbandorden auf. 1419 kämpfte er als königlicher Bannerträger bei der Belagerung von Rouen und wurde schwer verwundet.
Er war ab 1408 mehrmals als Sheriff von Yorkshire und hatte zeitweise weitere königliche Ämter im Herzogtum Lancaster inne, darunter 1428 die Position des Chief-Steward of the North. Als Diplomat war er zwischen 1423 und 1427 an den Verhandlungen mit Schottland über die Freilassung von König Jakob I. von Schottland aus englischer Gefangenschaft und über die Ratenzahlung des Lösegeldes beteiligt.
Aus seiner Ehe hinterließ er drei Töchter, sowie einen Sohn und Erben, Thomas Harrington (1400–1460).